# 温 (企業)
株式会社温（おん）は、かつて大分県大分市に本社を置きラーメン店「く〜た」等をチェーン展開していた企業である。

## 沿革
1968年（昭和43年）1月に開業した家業の製麺業を、1997年（平成9年）に再開して創業。
2000年（平成12年）11月に法人に改組し、翌2001年（平成13年）にラーメン店「く～た」の1号店を大分県大分市大在に出店した大分県内を中心とする九州地方をはじめ、中国・四国地方や近畿地方にもラーメンのチェーン店を展開。台湾にも進出した。最盛期には直営店、フランチャイズを合わせて約50店舗を展開し、2008年10月期の年間売上高は約15億4500万円にのぼった。
その後、うどん店、中華料理店、ちゃんぽん店、しゃぶしゃぶ店等の運営も手がけたが、高級中華料理店の出店に失敗して、債務超過に陥った。そして、資金繰りが悪化したため、2015年（平成27年）4月30日に大分地方裁判所に破産手続開始の申立てを行い、同日に破産手続開始の決定を受けた。
十数店の直営店については、営業権が他社に譲渡されており、営業は継続している。
温自体も、2017年（平成29年）6月5日に法人格が消滅した。